# اینترلوکین ۴
اینترلوکین ۴ (انگلیسی: Interleukin 4)یکی از اینترلوکینهای مهم بدن است که از گلبولهای سفید ترشح می‌شود و در پاسخهای التهابی و ایمنی و 
همچنین در آلرژی و حساسیت ها(کاهش آن باعث خفیف شدن علائم) نقش دارد. اینترلوکین چهار از سلولهای لنفوسیت تی، درشت‌خوار، ماست سل و سلول کشنده طبیعی ترشح می‌شود و بر سلولهای لنفوسیت مؤثر است. اصلیترین کارکرد این سایتوکین تمایز و تولید سریعتر پادتن جی و پادتن ای است.